# Tsovinar
Tsovinar (Armeens: Ծովինար) of Nar was de Armeense godin van water, zee en regen. Ze was een woeste godin, die met haar woede de regen uit de hemel dwong. Haar naam Tsovinar betekent "dochter van de zeeën" en ze is de moeder van Sanasar en Baghdasar.